# Swiss-Prot
Swiss-Prot è una banca dati biologica contenente sequenze proteiche. Swiss-Prot è stata creata nel 1986 da Amos Bairoch nel corso del suo PhD e sviluppata dall'Istituto svizzero di bioinformatica (SIB) e dall'Istituto europeo di bioinformatica (EBI). L'obiettivo di Swiss-Prot è quello di fornire sequenze proteiche affidabili corredate di un buon numero di informazioni addizionali, come la funzione della proteina, i suoi domini funzionali, le modificazioni post-traduzionali ed eventuali varianti, una ridondanza minima ed un alto livello di integrazione con le altre banche dati bioinformatiche.

## Swiss-Prote UniProt
Nel 2002 è stato creato il consorzio UniProt. Si tratta di una collaborazione tra il SIB, l'EBI ed il Protein Information Resource (PIR), creato dai National Institutes of Health. UniProt è nato dunque dalla fusione tra Swiss-Prot, il suo supplemento TrEMBL ed il database della PIR. UniProt è attualmente la banca dati contenente il maggior numero di informazioni riguardanti proteine.
Il consorzio UniProt ha prodotto tre tipi diversi di banca dati, ognuna ottimizzata a seconda dell'uso richiesto. La UniProt Knowledgebase (UniProtKB) è costituita dall'unione di Swiss-Prot e TrEMBL. La UniProt Non-redundant Reference (UniRef) è in grado di combinare sequenze tra loro strettamente correlate in una singola entry, per velocizzare la ricerca. La UniProt Archive (UniParc) è un database completo delle sequenze proteiche, che riflette la storia di tutte le sequenze proteiche.